# Orquesta Zohra
La Orquesta Zohra, también conocida como Orquesta de Mujeres Afganas o Ensemble Zohra, es la primera orquesta de Afganistán compuesta exclusivamente por mujeres. Lleva el nombre de la diosa de la música en los escritos persas. Fundada en 2015, se encuentra en el exilio desde la toma de Kabul en 2021 por los talibanes.

## Historia
La Orquesta Zohra fue formada en 2015 en Kabul por el Instituto Nacional de Música de Afganistán y su fundador fue Ahmad Sarmast. El instituto se formó en 2008 con el objetivo de brindar educación musical a los jóvenes afganos tras la liberación de los talibanes, bajo cuyo gobierno se restringieron severamente los derechos de las mujeres en Afganistán.
Es la primera orquesta de Afganistán compuesta exclusivamente por mujeres, llamada así en honor a la diosa de la música en los escritos persas, y también conocida como Orquesta y Conjunto de Mujeres Afganas Zohra.

### Tours
La Orquesta Zohra ha realizado varias giras de alto perfil desde 2017. Actuaron en el Foro Económico Mundial y realizaron una gira por el Reino Unido en 2019, visitando el Museo Británico de Londres y la Universidad de Oxford.
Para celebrar el centenario de la independencia afgana en 2019, la Orquesta Zohra visitó Australia en gira. El 12 y 14 de octubre de 2019, la orquesta realizó conciertos en Sídney y Melbourne. El primero se celebró en la Universidad de Monash y el segundo en la Ópera de Sídney, con más de 1.500 asistentes. El evento fue organizado conjuntamente por la Embajada de la República Islámica de Afganistán y el Gobierno de Australia para celebrar simultáneamente los 50 años de relaciones diplomáticas oficiales entre ambos países.

### 2021: los talibanes toman el poder en Afganistán
Después de la toma de Kabul en 2021 por los talibanes, el edificio escolar del Instituto Nacional de Música de Afganistán (la organización matriz de la orquesta) fue convertido en una base por el grupo guerrillero Red Haqqani. Muchos instrumentos fueron destruidos por orden de los talibanes, que prohíben el canto instrumental y no religioso. Algunas mujeres y niñas de la orquesta pudieron salir de Afganistán gracias al gobierno de Catar, pero la mayoría no pudo hacerlo. En octubre de 2021, los miembros de la orquesta se reunieron nuevamente en Doha, Catar, junto con unos 100 estudiantes y profesores del Instituto Nacional de Música de Afganistán que planeaban mudarse a Portugal.
La orquesta interpreta música tradicional afgana, así como música clásica occidental.

## Reconocimientos
Zohra ha recibido numerosos premios, entre ellos el Premio Reina Soraya y el Premio Freemuse en 2017, y el Premio Montluc Resistance Liberté al año siguiente.